# Coupe de France 2008/09
Het seizoen 2008/09 was het 92e seizoen van de Coupe de France in het voetbal. Het toernooi werd georganiseerd door de Franse voetbalbond (FFF).
Het toernooi stond open voor alle bij de FFF aangesloten clubs, ook voor clubs uit de Franse overzeese departementen. Dit seizoen namen er 7246 clubs deel (512 meer dan de recorddeelname uit het vorige seizoen). De competitie ging in de zomer van 2008 van start en eindigde op 9 mei 2009 met de finale in het Stade de France in Saint-Denis. De finale werd gespeeld tussen tweede divisionist En Avant Guingamp (voor de tweede keer finalist) en Stade Rennes (voor de vijfde keer finalist). EA Guingamp veroverde voor de eerste keer de beker door Stade Rennes met 2-1 te verslaan.
De clubs van de CFA 2 begonnen op 21 september in de derde ronde, de clubs van de CFA 1 op 5 oktober in de vierde ronde, en de clubs van de Championnat National op 19 oktober in de vijfde ronde aan het toernooi. De professionele clubs namen vanaf de zevende ronde (Ligue 2) en 1/32 finale (Ligue 1) deel aan het toernooi.
Als bekerwinnaar nam EA Guingamp in het seizoen 2009/10 deel in de UEFA Europa League.

## Uitslagen

### Zevende ronde
De wedstrijden werden gespeeld op 21, 22, 23 en 30 november.
| Thuisclub                      | Uitslag       | Uitclub                      |
| ------------------------------ | ------------- | ---------------------------- |
| Dinard FC                      | 0-5           | EA Guingamp                  |
| CS Sedan                       | 1-0           | Olympique Noisy-le-Sec       |
| Rodez AF                       | 1-0           | SC Balma                     |
| AC Évreux                      | 0-2           | US Boulogne                  |
| FCSR Haguenau                  | 0-1           | Dijon FCO                    |
| AS Vitré                       | 2-1           | FC Libourne-Saint-Seurin     |
| FC Bagnols Pont                | 2-2 ns (5-6)  | AC Ajaccio                   |
| FC Lannion                     | 0-0 ns (9-10) | Stade Brest                  |
| CS Mars Bischheim              | 2-4           | FCE Schirrhein               |
| Olympique Grande-Synthe        | 1-0           | AS Saint-Ouen                |
| SO Romorantin                  | 1-0           | FC Sablé                     |
| AS Saint-Priest                | 4-4 ns (3-4)  | ES Troyes AC                 |
| AS Mont-Doré (Nieuw-Caledonië) | 2-4           | USL Dunkerque                |
| SJA Le Poiré-sur-Vie           | 2-4           | Tours FC                     |
| FC Villefranche                | 1-1 ns (5-4)  | Clermont Hérault             |
| US Créteil-Lusitanos           | 2-1           | FC Metz                      |
| Gazélec FCO Ajaccio            | 3-1           | CSL Chenôve                  |
| Vannes OC                      | 3-1 nv        | AS Cherbourg Football        |
| US Saint-Omer                  | 1-0           | Amiens SC                    |
| US Raon                        | 1-0           | SR Saint-Dié                 |
| ASF Andrézieux                 | 2-0           | AS Lyon-Duchère              |
| ES Nouvelle                    | 3-1           | UA Cognac                    |
| Sainte-Geneviève Sports        | 1-0           | CO Les Ulis                  |
| FC Blagnac                     | 4-1           | OFC Saint-Alban              |
| AS Yzeure                      | 5-1           | RC Vichy                     |
| USO Normande Mondeville        | 1-2           | US Alençon                   |
| Les Herbiers VF                | 1-2           | Chamois Niortais FC          |
| US Éclaron-Valcourt            | 2-1           | AS Dieue-Sommedieue          |
| Les Genêts Anglet              | 0-1 nv        | Aviron Bayonne               |
| US Orléans                     | 0-1           | EDS Montluçon                |
| US Concarneau                  | 2-0           | Avant-Garde Plouvorn         |
| Olympique Croix de Savoie 74   | 1-0           | FC Montceau-Bourgogne        |
| FC Cruseilles                  | 0-4           | Clermont Foot                |
| US Biache                      | 0-2           | Calais RUFC                  |
| ES La Penne-sur-Huveaune       | 0-2           | CS Louhans-Cuiseaux          |
| US Saint-Flour                 | 1-3 nv        | Montpellier HSC              |
| Arras Football                 | 0-0 ns (4-2)  | RC Lens                      |
| La Suze FC                     | 0-2           | UJA Alfortville              |
| FC Saint-Louis Neuweg          | 0-1           | SS Jeanne d'Arc (Réunion)    |
| AS Orly                        | 4-1           | FC Saint-Pryvé Saint-Hilaire |
| AS Evry                        | 2-1 nv        | ES Wasquehal                 |
| AS Ornans                      | 1-1 ns (4-5)  | US Pont-de-Roide             |
| AS Pierrots Vauban Strasbourg  | 1-4 nv        | Besançon RC                  |
| LB Châteauroux                 | 2-1           | Olympique Saumur             |

| Thuisclub                      | Uitslag      | Uitclub                           |
| ------------------------------ | ------------ | --------------------------------- |
| FC Vitré                       | 3-0          | TA Rennes                         |
| RC Strasbourg                  | 6-0          | ES Saint-Gratien                  |
| FC Bassin d'Arcachon           | 0-0 ns (3-2) | Aurillac FCA                      |
| US Chantilly                   | 0-1          | US Lesquin                        |
| SO Pont-de-Chéruy              | 0-1          | SC Selongey                       |
| US Les Goelands Larmor-Plage   | 1-0          | Garde Saint-Ivy Pontivy           |
| RC Rivière-Pilote (Martinique) | 0-4          | Fontenay Vendée Football          |
| J3 Sports Amilly               | 0-2          | US Changé                         |
| SR Creutzwald                  | 5-1          | AS Bar-sur-Seine                  |
| US Ribecourt                   | 1-3          | US Marquette-Lez-Lille            |
| US Arnage-Pontlieue            | 2-7          | Angers SCO                        |
| US Luneray                     | 0-0 ns (1-3) | AS Beauvais Oise                  |
| CS Villeneuve Saint-Germain    | 1-9          | Stade Reims                       |
| Amiens AC                      | 0-1          | Pacy VEF                          |
| Villeneuve Ajat                | 0-2          | Uzès Pont du Gard                 |
| ES Viry-Châtillon              | 2-1 nv       | FC Saint-Lô Manche                |
| FC Bourg-Péronnas              | 1-1 ns (4-3) | USC Corte                         |
| Le Touquet ACF                 | 1-2          | AS Ararat Issy                    |
| CS Avion                       | 6-0          | AS Fresnoy-le-Grand               |
| US Ligny-en-Barrois            | 3-0          | AS Fameck Remela                  |
| Poitiers FC                    | 1-0          | US Thouaré                        |
| Sporting Toulon Var            | 3-0          | AL Saint-Maurice l'Exil           |
| RC Lons-le-Saunier             | 0-3          | SAS Épinal                        |
| Jeunesse Villenave             | 1-2          | CA Rilhac Rancon                  |
| UO Albertville                 | 0-0 ns (1-3) | SA Thiers                         |
| US Ézanville-Ecouen            | 1-0          | AS Marck                          |
| Quimper CFC                    | 1-1 ns (4-2) | US Saint-Malo                     |
| SO Châtellerault               | 2-0          | FC La Chapelle des Marais         |
| FCO Firminy                    | 1-2          | Olympique Nîmes                   |
| US Jeanne d'Arc Carquefou      | 0-0 ns (3-4) | Vendée Luçon                      |
| US La Gacilly                  | 3-4 nv       | Stade Saint-Brieuc                |
| CSC Cayenne (Frans Guyana)     | 0-1          | FC Martigues                      |
| AFC Creil                      | 0-6          | US Quevilly                       |
| US Luzenac                     | 1-2          | SC Bastia                         |
| Cercle Strasbourg Neuhof       | 1-0          | FC Soleil Bischheim               |
| Foudre 2000 (Mayotte)          | 1-3          | AS Cannes                         |
| SR Colmar                      | 1-1 ns (2-4) | AS Tefana (Frans-Polynesië)       |
| Hénin-Beaumont                 | 4-0          | Hommelet Roubaix                  |
| SC Feignies                    | 3-2          | Evolucas Petit-Bourg (Guadeloupe) |
| RC Lesneven                    | 1-2          | Stade Plabennec                   |
| AS Sarreguemines               | 0-3          | Paris FC                          |
| FC La Tour-Saint-Clair         | 7-1          | AS Montréal-la-Cluse              |
| CSO Amnéville                  | 2-0          | CO Saint-Dizier                   |
| US Chauny                      | 2-0          | OFC Charleville                   |

### Achtste ronde
De wedstrijden werden op 14, 15 en 20 december gespeeld.
| Thuisclub                    | Uitslag      | Uitclub                  |
| ---------------------------- | ------------ | ------------------------ |
| EA Guingamp                  | 1-1 ns (4-1) | FC Vitré                 |
| RC Strasbourg                | 2-4          | CS Sedan                 |
| Rodez AF                     | 3-0          | FC Bassin d'Arcachon     |
| US Boulogne                  | 4-0          | US Lesquin               |
| SC Selongey                  | 3-6 nv       | Dijon FCO                |
| US Les Goelands Larmor-Plage | 0-4          | AS Vitré                 |
| AC Ajaccio                   | 2-1          | Fontenay Vendée Football |
| US Changé                    | 2-4          | Stade Brest              |
| SR Creutzwald                | 1-2          | FCE Schirrhein           |
| Olympique Grande-Synthe      | 1-0          | US Marquette-Lez-Lille   |
| SO Romorantin                | 1-1 ns (9-8) | Angers SCO               |
| ES Troyes AC                 | 3-1          | AS Beauvais Oise         |
| USL Dunkerque                | 2-1          | Stade Reims              |
| Pacy VEF                     | 0-1          | Tours FC                 |
| FC Villefranche              | 2-1          | Uzès Pont du Gard        |
| ES Viry-Châtillon            | 1-2          | US Créteil-Lusitanos     |
| FC Bourg-Péronnas            | 2-2 ns (4-5) | Gazélec FCO Ajaccio      |
| AS Ararat Issy               | 0-5          | Vannes OC                |
| CS Avion                     | 1-1 ns (4-5) | US Saint-Omer            |
| US Ligny-en-Barrois          | 1-4 nv       | US Raon                  |
| ASF Andrézieux               | 1-0          | Poitiers FC              |
| ES Nouvelle                  | 0-0 ns (4-2) | Sporting Toulon Var      |

| Thuisclub                    | Uitslag      | Uitclub                |
| ---------------------------- | ------------ | ---------------------- |
| Sainte-Geneviève Sports      | 4-1          | SAS Épinal             |
| FC Blagnac                   | 1-0          | CA Rilhac Rancon       |
| AS Yzeure                    | 2-0          | SA Thiers              |
| US Ézanville-Ecouen          | 1-3          | US Alençon             |
| Quimper CFC                  | 0-0 ns (1-4) | Chamois Niortais FC    |
| US Eclaron-Valcourt          | 1-0          | SO Châtellerault       |
| Olympique Nîmes              | 0-1          | Aviron Bayonne         |
| EDS Montluçon                | 1-0          | Vendée Luçon           |
| Stade Saint-Brieuc           | 0-1 nv       | US Concarneau          |
| Olympique Croix de Savoie 74 | 3-1 nv       | FC Martigues           |
| Calais RUFC                  | 2-1          | US Quevilly            |
| Clermont Foot                | 1-0          | SC Bastia              |
| Cercle Strasbourg Neuhof     | 0-1          | CS Louhans-Cuiseaux    |
| Montpellier HSC              | 0-0 ns (4-2) | AS Cannes              |
| AS Tefana (Tahiti)           | 0-2 nv       | Arras Football         |
| Hénin-Beaumont               | 0-0 ns (2-4) | UJA Alfortville        |
| SS Jeanne d'Arc              | 3-2          | SC Feignies            |
| AS Orly                      | 5-3          | Stade Plabennec        |
| AS Evry                      | 2-1          | Paris FC               |
| US Pont-de-Roide             | 2-1          | FC La Tour-Saint-Clair |
| Besançon RC                  | 3-1          | CSO Amnéville          |
| LB Châteauroux               | 4-3          | US Chauny              |

### 1/32 finale
De 1/32 finale was de negende ronde. De wedstrijden werden gespeeld tussen 2,3 en 4 januari. De 20 clubs van de Ligue 1 begonnen in deze ronde aan het toernooi. SS Jeanne d'Arc was de vierde club uit Réunion die de 1/32 finale haalde.
 * = thuis; ** acht wedstrijden werden op neutraal terrein gespeeld en SS Jeanne d'Arc (met thuisrecht) - Tours in Tours. 
| Winnaar             | Uitslag      | Verliezer                 |
| ------------------- | ------------ | ------------------------- |
| EA Guingamp         | 3-1          | US Saint-Omer *           |
| Stade Rennes        | 1-0          | FC Sochaux *              |
| Toulouse FC *       | 0-0 ns (5-4) | Valenciennes FC           |
| Grenoble Foot 38    | 0-0 ns (4-3) | US Raon *                 |
| CS Sedan            | 2-0          | ASF Andrézieux *          |
| Rodez AF            | 3-0          | ES Nouvelle **            |
| Lille OSC           | 3-0          | Sainte-Geneviève Sports * |
| AS Monaco           | 1-0          | FC Blagnac *              |
| Le Mans UC          | 0-0 ns (5-4) | AS Yzeure *               |
| FC Lorient          | 2-2 ns (3-2) | US Alençon *              |
| US Boulogne         | 2-2 nv       | Chamois Niort FC *        |
| Dijon FCO           | 5-0          | US Éclaron-Valcourt **    |
| AS Vitré            | 2-0          | Aviron Bayonne *          |
| Paris Saint-Germain | 1-0          | EDS Montluçon **          |
| Olympique Lyon      | 5-0          | US Concarneau **          |
| AC Ajaccio *        | 1-1 ns (3-1) | AJ Auxerre                |

| Winnaar                    | Uitslag      | Verliezer                    |
| -------------------------- | ------------ | ---------------------------- |
| Stade Brest *              | 2-2 ns (5-4) | Olympique Croix de Savoie 74 |
| AS Saint-Étienne           | 1-0          | Girondins Bordeaux *         |
| FCE Schirrhein **          | 4-2          | Clermont Foot                |
| Olympique Grande-Synthe ** | 1-1 ns (4-2) | Calias RUFC                  |
| SO Romorantin *            | 0-0 ns (4-2) | AS Nancy                     |
| ES Troyes AC *             | 1-0 nv       | CS Louhans-Cuiseaux *        |
| USL Dunkerque              | 1-0          | Montpellier HSC *            |
| OGC Nice                   | 3-1 nv       | Arras Football **            |
| Le Havre AC                | 2-0          | UJA Alfortville **           |
| Tours FC                   | 7-1          | SS Jeanne d'Arc **           |
| SM Caen                    | 2-2 ns (5-3) | FC Nantes                    |
| FC Villefranche *          | 2-1          | AS Orly                      |
| US Créteil-Lusitanos       | 5-0          | AS Evry *                    |
| Gazélec FCO Ajaccio        | 1-0          | US Pont-de-Roide *           |
| Olympique Marseille        | 1-1 ns (5-4) | Besançon RC *                |
| Vannes OC *                | 1-0          | LB Châteauroux               |

### 1/16 finale
De 1/16 finale was de tiende ronde. De wedstrijden werden op 20, 24 en 25 januari gespeeld.
 * = thuis; ** Schirrhein - Toulouse in Haguenau, Grande-Synthe - Grenoble in Duinkerken. 
| Winnaar          | Uitslag      | Verliezer                  |
| ---------------- | ------------ | -------------------------- |
| EA Guingamp *    | 2-1 nv       | Stade Brest                |
| Stade Rennes *   | 2-0          | AS Saint-Étienne           |
| Toulouse FC      | 8-0          | FCE Schirrhein **          |
| Grenoble Foot 38 | 3-1          | Olympique Grande-Synthe ** |
| CS Sedan         | 0-0 ns (6-5) | SO Romorantin *            |
| Rodez AF         | 2-1          | ES Troyes AC *             |
| Lille OSC        | 3-0          | USL Dunkerque *            |
| AS Monaco *      | 1-0          | OGC Nice                   |

| Winnaar             | Uitslag      | Verliezer             |
| ------------------- | ------------ | --------------------- |
| Le Mans UC          | 1-0          | Le Havre AC *         |
| FC Lorient *        | 2-1 nv       | Tours FC              |
| US Boulogne *       | 3-1          | SM Caen               |
| Dijon FCO *         | 4-1          | FC Villefranche       |
| AS Vitré *          | 1-1 ns (9-8) | US Créteil-Lusitanos  |
| Paris Saint-Germain | 3-0          | Gazélec FCO Ajaccio * |
| Olympique Lyon *    | 1-0          | Olympique Marseille   |
| AC Ajaccio *        | 2-0          | Vannes OC             |

### 1/8e finale
De 1/8 finale was de elfde ronde. De wedstrijden werden op 3 en 4 maart gespeeld.
 * = thuis 
| Winnaar          | Uitslag      | Verliezer     |
| ---------------- | ------------ | ------------- |
| EA Guingamp *    | 1-0          | Le Mans UC    |
| Stade Rennes *   | 2-0          | FC Lorient    |
| Toulouse FC      | 2-0          | US Boulogne * |
| Grenoble Foot 38 | 1-1 ns (4-2) | Dijon FCO *   |

| Winnaar     | Uitslag | Verliezer           |
| ----------- | ------- | ------------------- |
| CS Sedan *  | 3-0     | AS Vitré            |
| Rodez AF *  | 3-1 nv  | Paris Saint-Germain |
| Lille OSC * | 3-2     | Olympique Lyon      |
| AS Monaco   | 2-0     | AC Ajaccio *        |

### Kwartfinale
De wedstrijden werden gespeeld op 17 en 18 maart 2009.
 * = thuis 
| Winnaar            | Uitslag      | Verliezer  |
| ------------------ | ------------ | ---------- |
| EA Guingamp        | 3-1          | CS Sedan * |
| Stade Rennes *     | 2-0          | Rodez AF   |
| Toulouse FC *      | 1-1 ns (7-6) | Lille OSC  |
| Grenoble Foot 38 * | 2-0          | AS Monaco  |

### Halve finale
De wedstrijden werden op 21 (Rennes - Grenoble) en 22 april (Guingamp - Toulouse) gespeeld. De loting vond plaats op 22 maart door de Franse international Samir Nasri.
 * = thuis 
| Winnaar      | Uitslag | Verliezer          |
| ------------ | ------- | ------------------ |
| EA Guingamp  | 2-1     | Toulouse FC *      |
| Stade Rennes | 1-0     | Grenoble Foot 38 * |

### Finale
|            |                         |       |                      |                                                                                  |
| 9 mei 2009 | EA Guingamp             | 2 – 1 | Stade Rennes         | Stade de France, Saint-Denis Toeschouwers: 80.056 Scheidsrechter: Thierry Auriac |
| 9 mei 2009 | Eduardo 72' Eduardo 82' |       | 69' Carlos Bocanegra | Stade de France, Saint-Denis Toeschouwers: 80.056 Scheidsrechter: Thierry Auriac |